# Масевичі (річка)
Масевичі — річка  у Рокитнівській селищній громаді Сарненського району Рівненської області, ліва притока Буніва (басейн Дніпра).

## Опис
Довжина річки приблизно 8 км. Висота витоку річки над рівнем моря — 191 м, висота гирла — 175 м, падіння річки — 16 м, похил річки — 2 м/км.

## Розташування
Бере початок на східній околиці села Кисоричі і тече через нього переважно на північний захід. Біля села Буда впадає у річку Бунів, праву притоку Льва.
Річку перетинає автомобільна дорога М07